# Колышев, Леонид Фёдорович
Леонид Фёдорович Колышев (29 июня 1908 — 12 декабря 1974) — советский военный деятель, инженер-контр-адмирал, участник Великой Отечественной и советско-японской войн.

## Биография
Леонид Фёдорович Колышев родился 29 июня 1908 года в городе Сарны (ныне — Ровенская область Украины). В 1933 году окончил третий курс Киевского энергетического института, после чего был призван на службу в Военно-морской флот СССР. В 1938 году окончил факультет связи Военно-морской академии имени К. Е. Ворошилова. В 1941 году защитил диссертацию на соискание учёной степени кандидата технических наук по теме: «Исследования методов ночного видения на море».
С июля 1941 года — на фронтах Великой Отечественной войны. Был начальником электролинейной службы отдела связи, помощником по технической части начальника связи Морской обороны Ленинграда и Озёрного района. В октябре 1941 года назначен помощником по технической части начальника связи Ленинградской военно-морской базы. В тяжелейших условиях блокады Ленинграда, при больших потерях средств связи из-за постоянных бомбардировок и артиллерийских обстрелов, Колышеву удалось своевременно обеспечить корабли и части Морской обороны имуществом связи. Под его руководством создавались особые подвижные бронированные радиостанции для корректировки артиллерийского огня кораблей и батарей Балтийского флота. При нём впервые на флоте были созданы 30 подвижных радиостанций, которые несли службу по обеспечению связью артиллерийских подразделений, обороняющих Ленинград.
В марте 1942 года Колышев был отозван из Ленинграда и направлен в аппарат Наркомата военно-морского флота СССР на должность начальника 1-го отделения отдела внешних заказов. Много раз принимал грузы военно-морского назначения в Мурманском порту, приходивших с караванами союзников. Не раз при исполнении своих обязанностей попадал под вражеские авиационные налёты. В январе 1943 года назначен начальником технического отделения отдела связи Волжской военной флотилии. Под его руководством в рекордно короткие сроки была создана материально-техническая база связи, смонтирован мощный радиоцентр, налажена связь между кораблями и с другими частями и соединениями сухопутных войск и военно-морского флота, укомплектовать штат специалистами-связистами.
В сентябре 1943 года Колышев впервые в советском флоте организовать школу радиометристов Военно-морского флота СССР, после чего на высокий уровень поставил дело обучения радиометристов и освоение радиолокационной аппаратуры, обеспечив работу радиолокационных установок на всех флотах страны. С декабря того же года возглавлял курсы офицерского состава радиолокационной специальности. В послевоенное время продолжал службу в Военно-морской флоте СССР. Был начальником кафедры использования средств наблюдения радиолокационных систем, и одновременно заместителем по учебной работе начальника Высших радиолокационных офицерских классов Военно-морских сил СССР. В дальнейшем был главным инженером, заместителем начальника Научно-исследовательского морского радиолокационного института. С февраля по август 1953 года возглавлял Высшее военно-морское инженерное радиотехническое училище в Гатчине, затем ещё почти пять лет являлся заместителем по учебно-научной работе начальника этого же учебного заведения. В марте 1958 года возглавил Вычислительный центр № 2 Министерства обороны СССР, который под его руководством был преобразован в Научно-исследовательский институт № 24. Внёс значительный вклад в развитие радиолокационных средств на советском флоте, курировал разработку и запуск в серийное производство новых комплексов для подводных лодок и надводных кораблей.
Последний год своей службы Колышев занимал должность заместителя начальника этого института. В декабре 1962 года вышел в отставку. Умер 12 декабря 1974 года, похоронен на Большеохотинском кладбище Санкт-Петербурга.

## Награды
- Орден Красного Знамени (3 ноября 1953 года);
- Орден Отечественной войны 2-й степени (24 мая 1945 года);
- 2 ордена Красной Звезды (28 сентября 1943 года, 20 июня 1949 года);
- Медали «За боевые заслуги» (3 ноября 1944 года), «За оборону Ленинграда» и другие медали.